# Sozialgericht Hannover

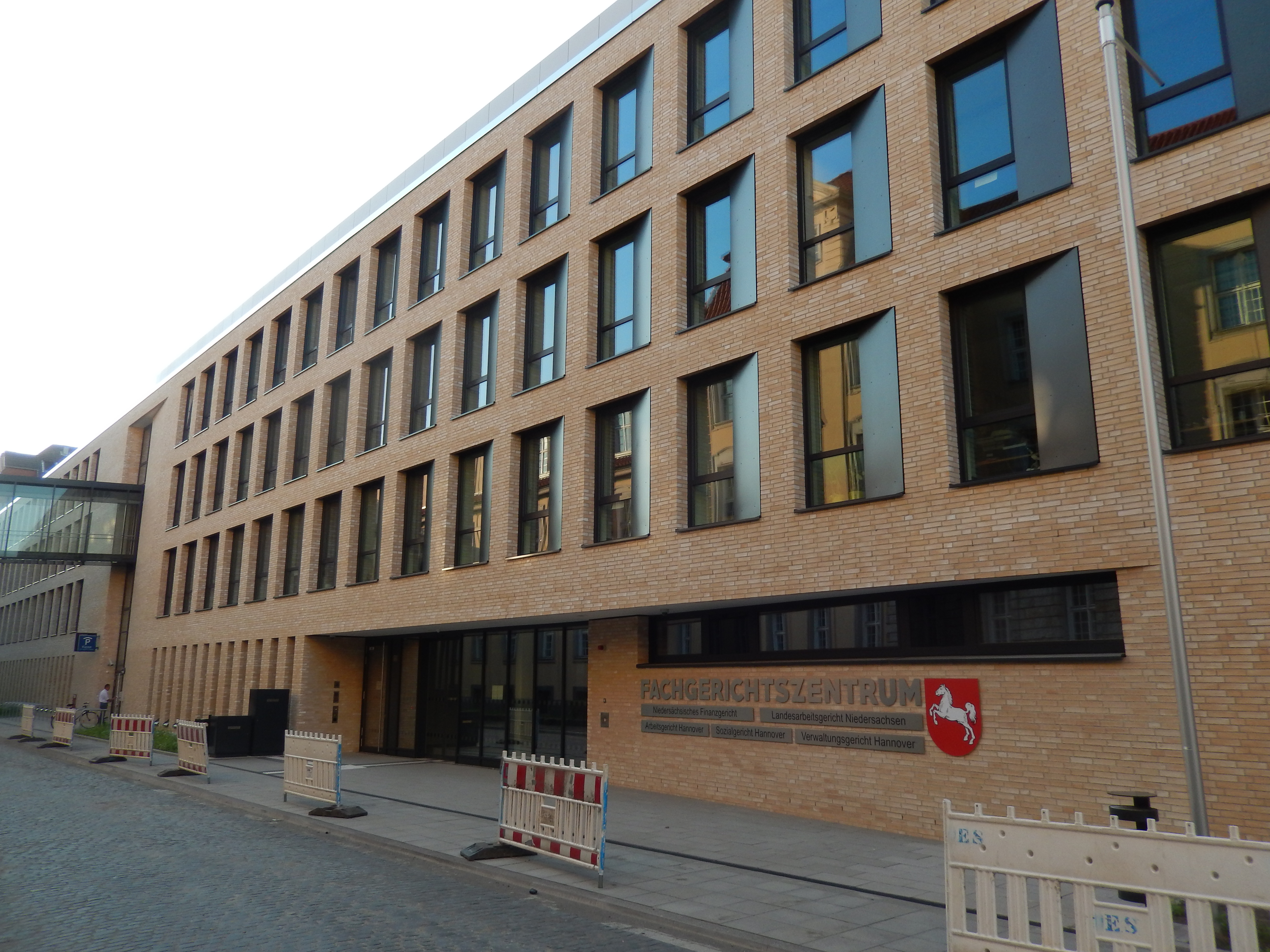
Sitz im Fachgerichtszentrum Hannover

Das Sozialgericht Hannover ist ein Gericht der Sozialgerichtsbarkeit. Es ist eines von acht Sozialgerichten in Niedersachsen und hat seinen Sitz in Hannover. Behördenleiterin ist seit Anfang 2013 die Präsidentin des Sozialgerichts Gabriele Beyer.

## Gerichtsgebäude

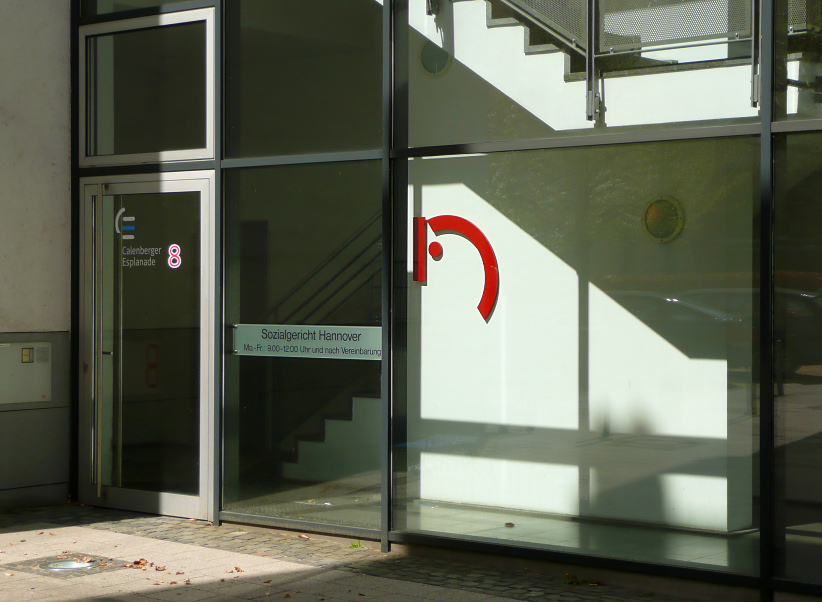
Alter Sitz in der Calenberger Esplanade

Das Sozialgericht befand sich bis August 2015 in der Calenberger Esplanade in der Calenberger Neustadt. Seitdem ist es im Fachgerichtszentrum in der Leonhardtstraße in Hannover-Mitte ansässig.

## Übergeordnete Gerichte
Dem Sozialgericht Hannover ist das Landessozialgericht Niedersachsen-Bremen mit Sitz in Celle übergeordnet. Dieses ist dem Bundessozialgericht in Kassel untergeordnet.